# 加工
加工（かこう、Processing）は、原材料に工夫をこらしながら手を加えて製品を製作すること。またはその製作作業のこと。第二次産業・製造業の用語。
その方法は物理的な物もあれば、化学的な物もあり、素材、切削、成型、接合、メッキ、高出力、塑性（圧延やプレス加工）といった加工方法がある。日本は原料や半製品を輸入して加工することによって利益を得る加工貿易が盛んなので、加工は重要であるといえる。